# Pseudonotoxus babaulti
Pseudonotoxus babaulti is een keversoort uit de familie snoerhalskevers (Anthicidae). De wetenschappelijke naam van de soort is voor het eerst geldig gepubliceerd in 1924 door Pic.